# Damarious Randall
Damarious Randall (Pensacola, 29 agosto 1992) è un ex giocatore di football americano statunitense che ha giocato nel ruolo di safety nella National Football League (NFL).

## Carriera universitaria
Dopo avere giocato per un anno a football al Mesa Community College, nel 2013 Randall si trasferì all'Università statale dell'Arizona dove, dopo avere perso le prime quattro gare per un infortunio alla gamba, disputò tutto il resto della stagione come titolare. L'anno successivo disputò come partente tutte le 13 gare, con 106 tackle e 3 intercetti.

## Carriera professionistica

### Green Bay Packers
Considerato uno dei migliori defensive back selezionabili nel Draft NFL 2015, il 30 aprile Randall fu scelto come 30º assoluto dai Green Bay Packers. Debuttò come professionista subentrando nella gara del primo turno contro i Chicago Bears in cui fece registrare un tackle e due passaggi deviati. A novembre mise a segno 25 tackle e 2 intercetti, venendo premiato come rookie difensivo del mese. Nella gara del quindicesimo turno fece registrare il suo terzo intercetto su Derek Carr dei Raiders, ritornandolo per 43 yard in touchdown. La sua prima stagione si chiuse con 58 tackle e 3 intercetti in 15 partite, di cui 9 come titolare.

### Cleveland Browns
Il 9 marzo 2018, i Packers scambiarono Randall  con i Cleveland Browns per DeShone Kizer e lo scambio delle scelte del quarto e del quinto giro del Draft NFL 2018.

### Las Vegas Raiders
Il 7 aprile 2020 Randall firmò con i Las Vegas Raiders un contratto di un anno. Fu svincolato il 4 settembre 2020.

### Seattle Seahawks
Il 30 settembre 2020 Randall firmò con i Seattle Seahawks.

## Palmarès
- Rookie difensivo del mese: 1

novembre 2015